# 95.ª edición de los Premios Óscar
La 95.ª edición de los Óscar, organizada por la Academia de Artes y Ciencias Cinematográficas, honró a las mejores películas estrenadas en 2022. Tuvo lugar en el Dolby Theatre de Los Ángeles, el 12 de marzo de 2023.
Durante la ceremonia se entregaron los Premios de la Academia, popularmente conocidos como los Óscar, en 23 categorías. Fue televisado en Estados Unidos a través del canal ABC, producida por Glenn Weiss y Ricky Kirshner, con Weiss también como director, y conducida por tercera ocasión por el comediante Jimmy Kimmel.
Everything Everywhere All at Once lideró la ceremonia con once nominaciones y ganó siete premios principales, incluido el de Mejor Película. Otros ganadores incluyeron Sin novedad en el frente con cuatro premios y The Whale con dos. Las películas Top Gun: Maverick, Black Panther: Wakanda Forever, Avatar: The Way of Water, Women Talking, RRR, Pinocho de Guillermo del Toro y Navalny, lograron un premio cada una. Los cortometrajes ganadores incluyeron An Irish Goodbye, The Boy, the Mole, the Fox and the Horse, y The Elephant Whisperers.

## Programa
Fechas clave previas a la 95.ª ceremonia de los Premios Óscar
| Fecha                   | Evento                            |
| ----------------------- | --------------------------------- |
| 19 de noviembre de 2022 | Premio de los Gobernadores        |
| 24 de enero de 2023     | Anuncio de los nominados          |
| 13 de febrero de 2023   | Almuerzo de los nominados         |
| 12 de marzo de 2023     | 95.ª edición de los Premios Óscar |

## Nominaciones

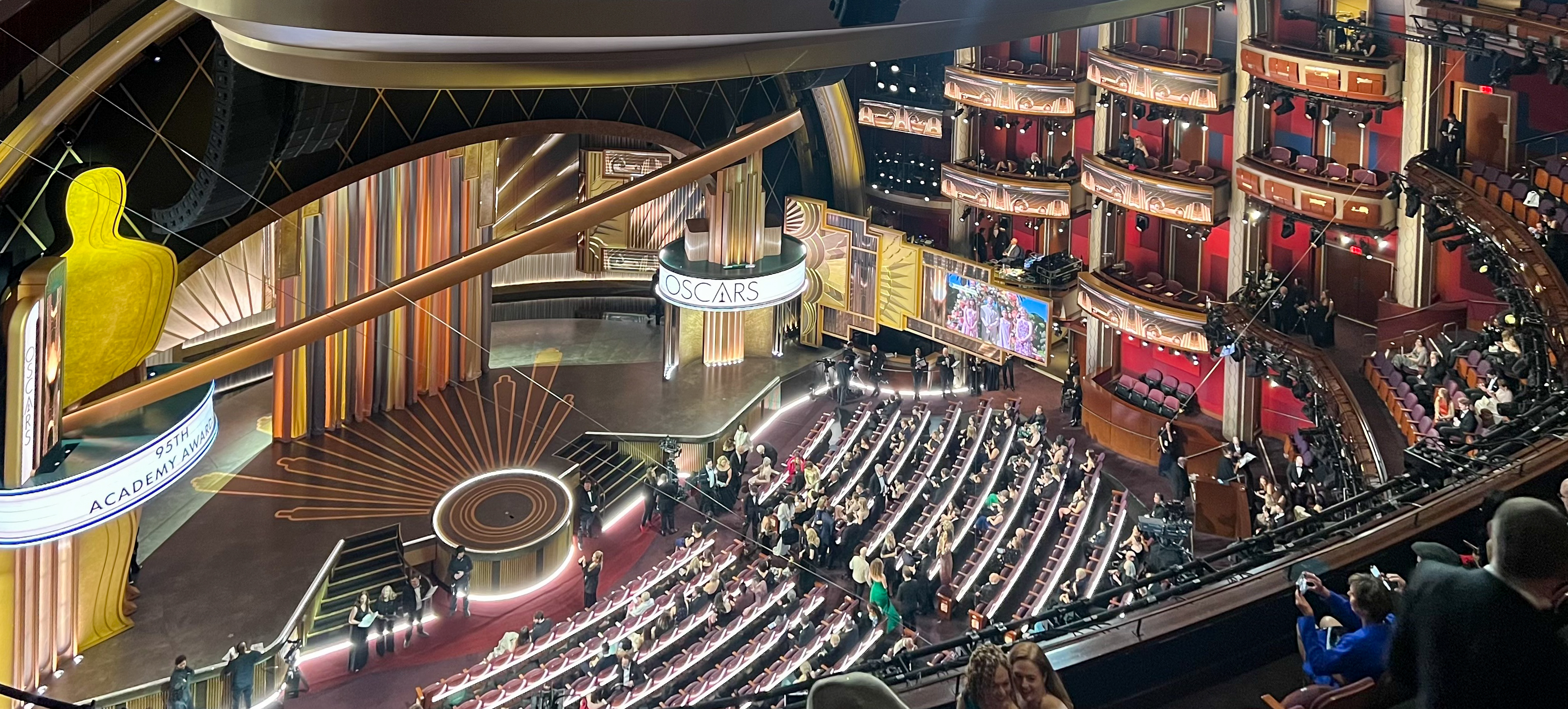
Dolby Theatre, escenario de la 95.ª edición de los Premios Óscar.

El 24 de enero del 2023, desde el Samuel Goldwyn Theater de Beverly Hills, los nominados a la 95.ª edición de los Premios Óscar fueron anunciados por los actores Riz Ahmed y Allison Williams; el anuncio fue transmitido a través de la página web de la organización, junto con las cuentas de Twitter, YouTube y Facebook de la Academia. El programa matutino Good Morning America de ABC, ABC News Live y la plataforma streaming Disney+, también transmitió la ceremonia de nominaciones. La película Everything Everywhere All at Once recibió la mayor cantidad de nominaciones, con 11 respectivamente, seguida de Sin novedad en el frente y The Banshees of Inisherin, con 9 nominaciones cada una.
Michelle Yeoh se convirtió en la primera mujer asiática nominada en la categoría de Mejor actriz. Las nominaciones de Hong Chau y Stephanie Hsu en la categoría de Mejor actriz de reparto marcaron la primera vez que dos actrices asiáticas fueron nominadas en esa categoría en el mismo año. Además, junto con la nominación a Mejor actriz de Yeoh y la nominación a Mejor actor de reparto de Ke Huy Quan, marcó la primera vez que actores asiáticos fueron nominados en múltiples categorías de actuación en el mismo año. En virtud de su nominación a Mejor actriz de reparto por Black Panther: Wakanda Forever, Angela Bassett se convirtió en la primera persona en recibir una nominación como actor en los premios Óscar por un papel en una película de Marvel. Sin novedad en el frente se convirtió en la primera película alemana en ser nominada al Óscar a la mejor película, por su parte lograría ser nominada simultáneamente en la categoría principal y la de Mejor película internacional, siendo la octava producción de habla no inglesa en lograr dicha hazaña, la película de Edward Berger también se convirtió en la producción alemana con más nominaciones al Óscar, superando al film Das Boot que ostentaba ese récord con seis nominaciones desde 1983, finalmente ganaría 4 estatuillas igualando el número de victorias que lograron con anterioridad otras producciones internacionales como la sueca Fanny y Alexander en 1984,  la taiwanesa El tigre y el dragón en 2001 y la surcoreana Parásitos en 2020.
A los 90 años, John Williams, se convirtió en el nominado más longevo en la historia de los Óscar, un récord que ostentaban anteriormente, Ann Roth, diseñadora de vestuario de Ma Rainey's Black Bottom, James Ivory, guionista de Call Me by Your Name, y Agnès Varda, directora de Visages villages, quienes fueron nominados a los 89 años; Williams ha recibido al menos una nominación al Óscar durante siete décadas consecutivas desde 1960, siendo esta su nominación número 53, también rompió su propio récord como la persona viva con más nominaciones al Óscar y la segunda persona con más nominaciones en la historia de los Óscar, solo detrás de Walt Disney, quien ostenta 59 nominaciones.
La ceremonia también tuvo la mayor cantidad de actores nominados no estadounidenses en la historia de los Óscar, con 12 en las cuatro categorías de actuación. Judd Hirsch, nominado a Mejor actor de reparto por su papel en The Fabelmans, se convirtió en el primer actor en recibir dos nominaciones con cuatro décadas de diferencia, siendo esta su segunda nominación y la primera desde la 53.ª edición de los Premios Óscar en 1981, donde fue nominado por Ordinary People (1980). Los papeles de Jamie Lee Curtis y Stephanie Hsu en Everything Everywhere All at Once, marcaron las actuaciones número 14 y 15 de personajes LGBTQ nominados en la categoría de Mejor actriz de reparto. The Quiet Girl se convirtió en la primera cinta irlandesa en recibir una nominación en la categoría de Mejor película internacional.
Con Avatar: The Way of Water y Top Gun: Maverick, es la primera vez que dos películas secuelas son nominadas en la categoría de Mejor película en una misma ceremonia, así como la primera vez que dos películas que recaudan más de mil millones de dólares en todo el mundo son nominadas juntas a Mejor película. Avatar se convirtió en la tercera serie de películas después de El Padrino y El Señor de los Anillos en tener dos o más películas nominadas a Mejor película.
Esta edición marca la primera vez en 88 años, desde la 7.ª edición de los Premios Óscar, todos los indicados a Mejor actor no han sido nominados anteriormente.
Por primera vez en 51 años, desde la 44.ª edición de los Premios Óscar, las categorías de reparto recibieron cada una dos interpretaciones por una misma película, siendo Jamie Lee Curtis y Stephanie Shu nominadas en la categoría de Mejor actriz de reparto por Everything Everywhere All at Once y Brendan Gleeson y Barry Keoghan nominados en la categoría de Mejor actor de reparto por The Banshees of Inisherin.
Con 16 indicados al Óscar por primera vez en las cuatro categorías de actuación, marcó la mayor cantidad de actores "novatos" nominados en la historia de los Óscar, incluidos: Austin Butler por Elvis, Hong Chau por The Whale, Kerry Condon por The Banshees of Inisherin, Jamie Lee Curtis por Everything Everywhere All at Once,
Ana de Armas por Blonde, Colin Farrell por The Banshees of Inisherin, Brendan Fraser por The Whale, Brendan Gleeson por The Banshees of Inisherin, Brian Tyree Henry por Causeway, Stephanie Hsu por Everything Everywhere All at Once, Barry Keoghan por The Banshees of Inisherin, Paul Mescal por Aftersun, Bill Nighy por Living, Ke Huy Quan por Everything Everywhere All at Once, Andrea Riseborough por To Leslie y Michelle Yeoh por Everything Everywhere All at Once.
Con su nominación en la categoría de Mejor cortometraje, Alfonso Cuarón se convirtió en la segunda persona nominada en siete categorías diferentes de los Óscar (igualando el récord establecido por Kenneth Branagh en la 94.ª edición de los Premios Óscar). Todd Field, Daniel Kwan, Daniel Scheinert, Catherine Martin, Martin McDonagh y Steven Spielberg recibieron cada uno tres nominaciones; siendo todos nominados a Mejor director, Mejor guion original y como productores a Mejor película, a excepción de Martin, cuyas nominaciones fueron una combinación única de Mejor diseño de vestuario, Mejor diseño de producción y como productora a Mejor película con Elvis.
La cantante Rihanna recibió su primera nominación en los Óscar en la categoría de Mejor canción original por su canción "Lift Me Up" de Black Panther: Wakanda Forever. Por sexto año consecutivo, Diane Warren es nominada en la categoría de Mejor canción original por "Applause" de Tell It Like a Woman, convirtiéndose en la primera persona en ser nominada seis veces consecutivas en la misma categoría desde Alan y Marilyn Bergman (de 1968 a 1973). Mandy Walker, se convirtió en la tercera mujer en ser nominada en la categoría de Mejor fotografía por Elvis, después de Rachel Morrison por Mudbound y Ari Wegner por The Power of the Dog.
Everything Everywhere All at Once se convirtió en la primera película desde Gravity de 2013 en ganar siete premios Óscar, y la ganadora más premiada en obtener el premio a Mejor película desde Slumdog Millionaire de 2008. Es la tercera película en la historia en ganar en tres categorías de actuación, después de A Streetcar Named Desire (1951) y Network (1976).
A24 ganó nueve premios, más que cualquier otra productora o distribuidora; con Everything Everywhere All at Once y The Whale, se convirtió en el primer estudio en ganar siete de los ocho principales premios—Mejor película, mejor director, mejor guion original y los cuatro premios de actuación, faltándole únicamente el premio a mejor guion adaptado—.
The Fabelmans se convirtió en la primera película en idioma inglés ganadora del People's Choice del Festival Internacional de Cine de Toronto en perder todas sus nominaciones al Óscar desde Eastern Promises (2007) de David Cronenberg, y la primera película de Steven Spielberg en quedar fuera desde Ready Player One (2018).

### Premios

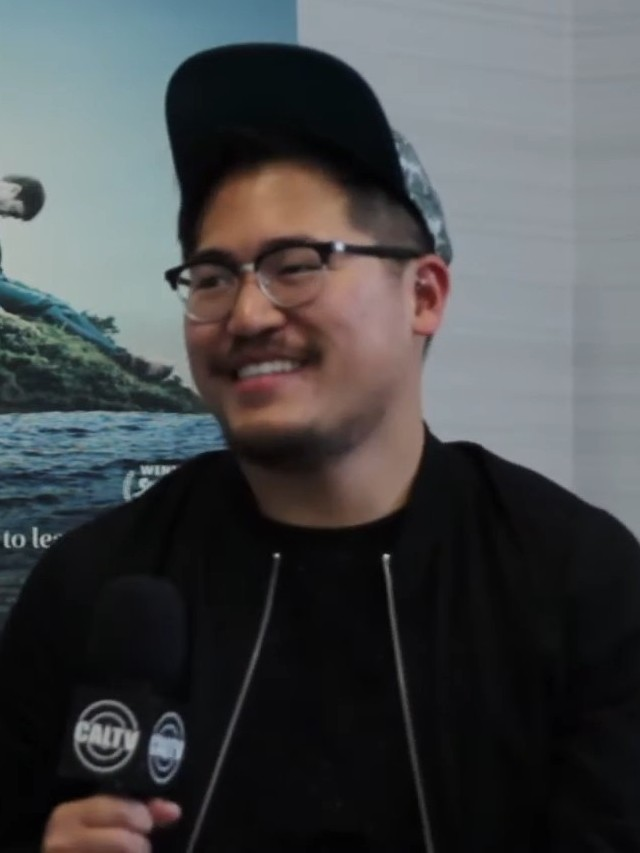
Daniel Kwan, ganador del Óscar a mejor película, mejor dirección y mejor guion original por Everything Everywhere All at Once.

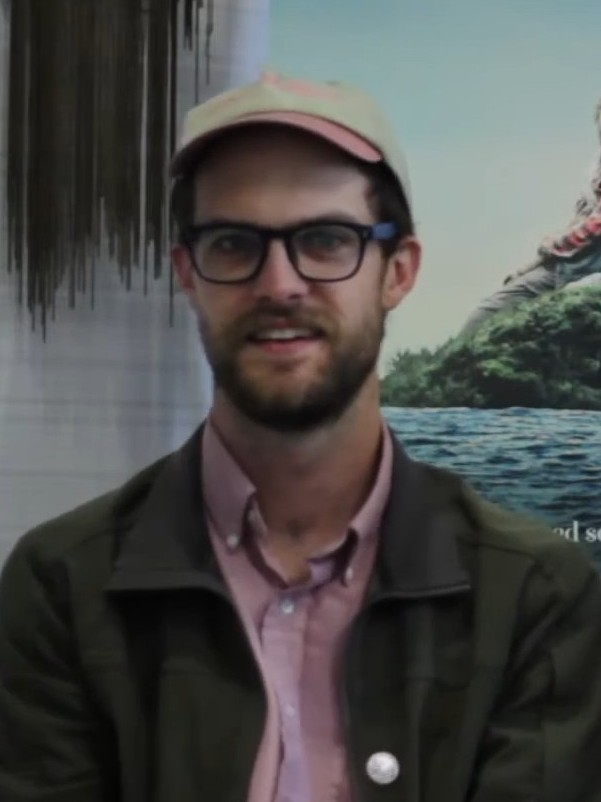
Daniel Scheinert, ganador del Óscar a mejor película, mejor dirección y mejor guion original por Everything Everywhere All at Once.

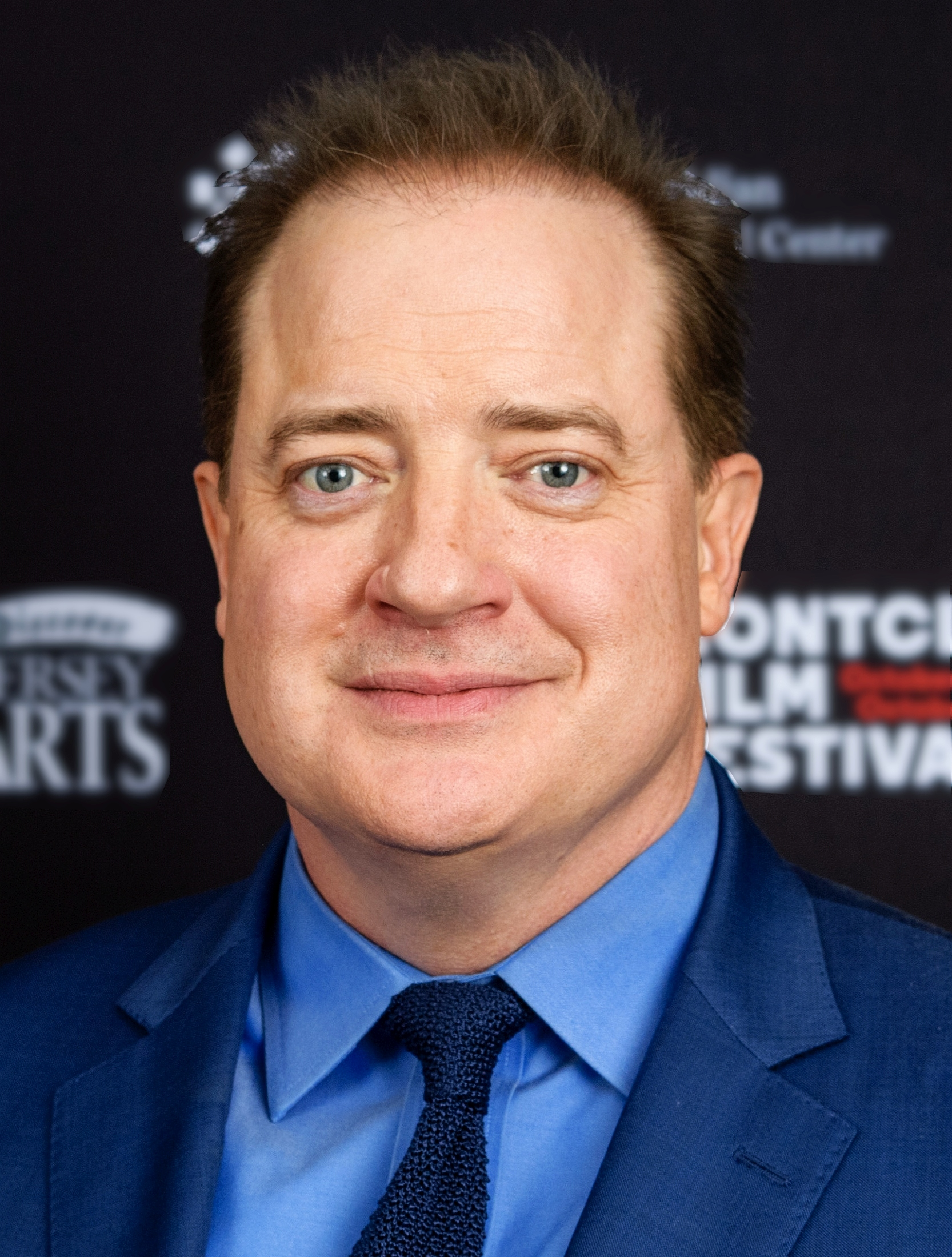
Brendan Fraser, ganador del Óscar a mejor actor por The Whale.

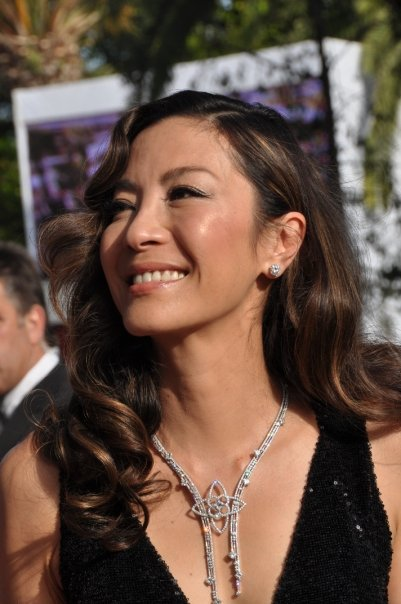
Michelle Yeoh, ganadora del Óscar a mejor actriz por Everything Everywhere All at Once.

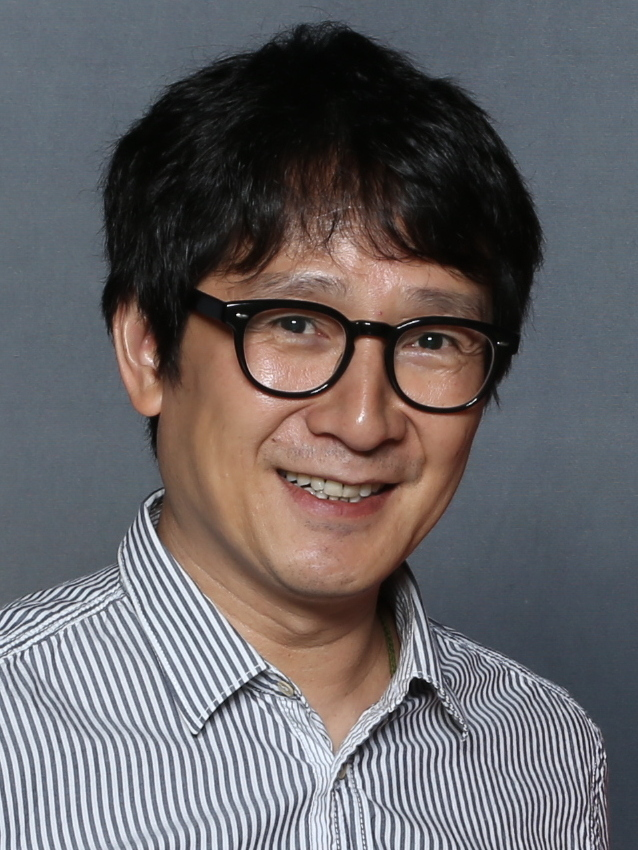
Ke Huy Quan, ganador de Óscar a mejor actor de reparto por Everything Everywhere All at Once.

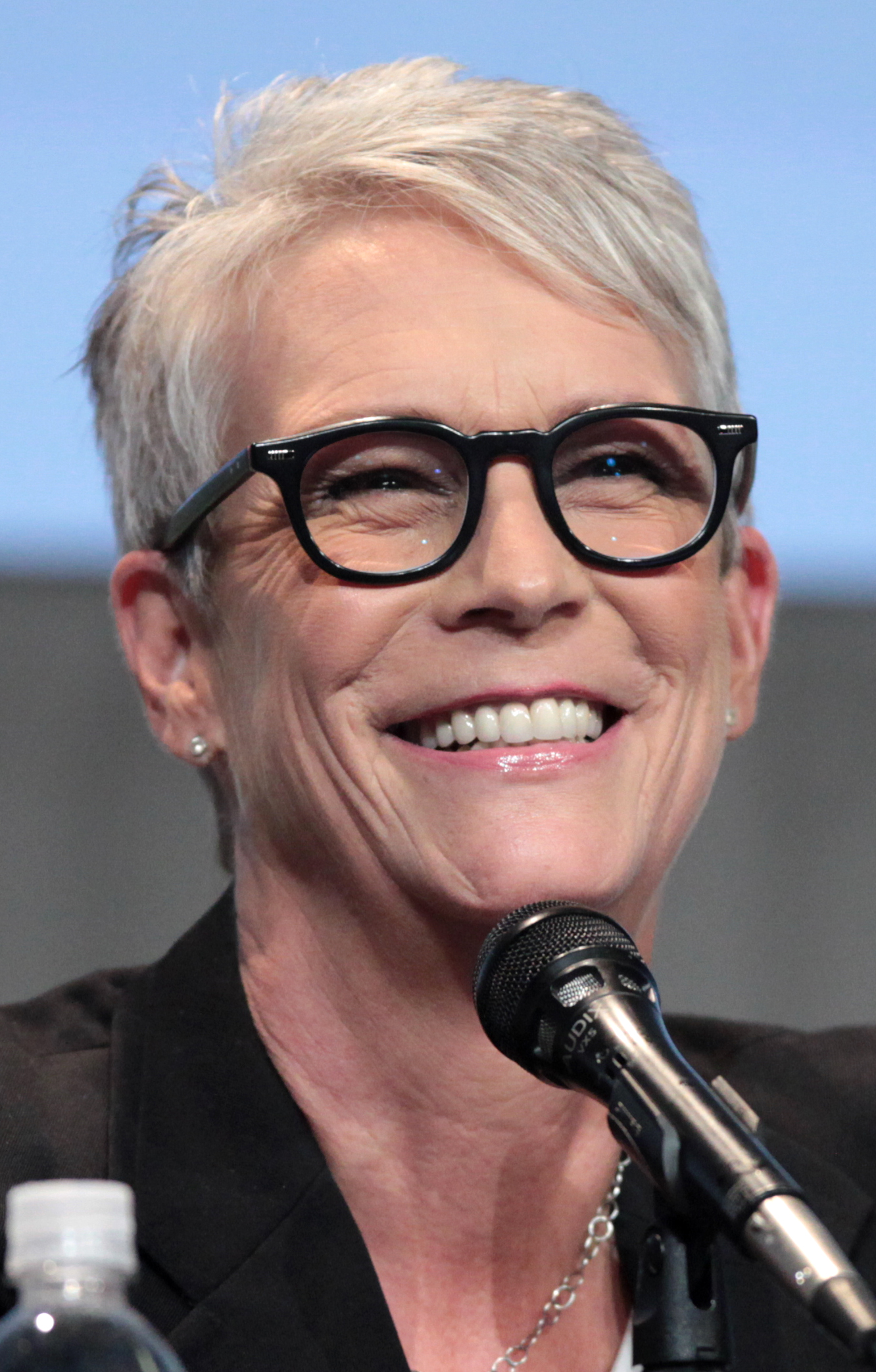
Jamie Lee Curtis, ganadora del Óscar a mejor actriz de reparto por Everything Everywhere All at Once.

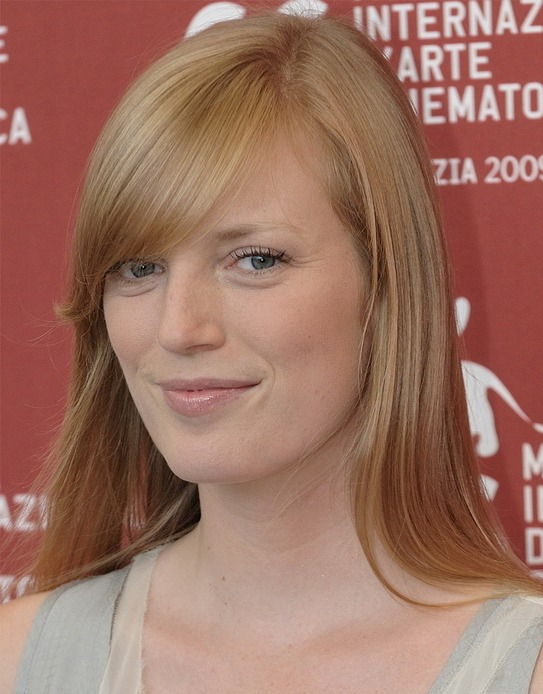
Sarah Polley, ganadora del Óscar a mejor guion adaptado por Women Talking.

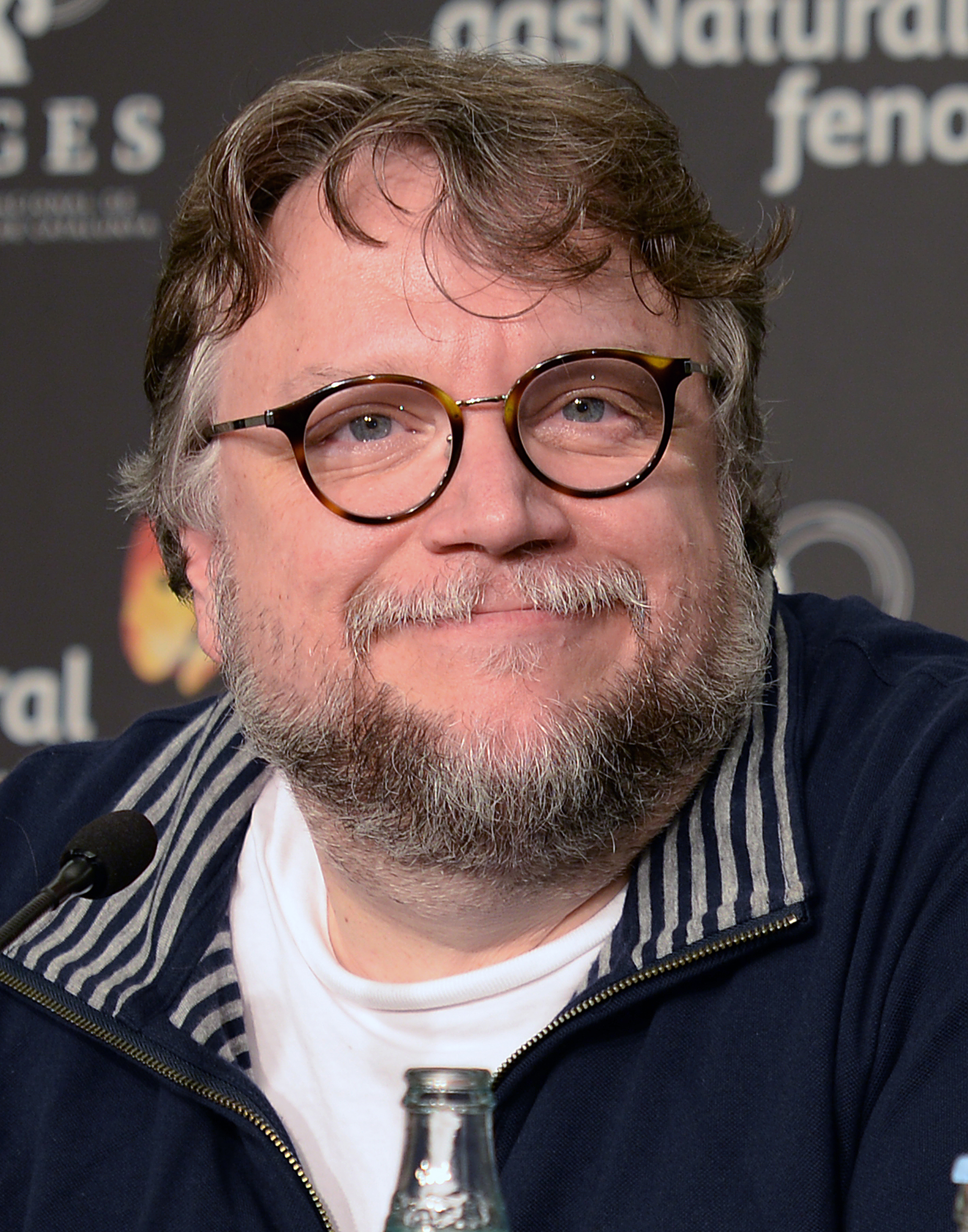
Guillermo del Toro, ganador del Óscar a mejor película animada por Pinocho de Guillermo del Toro.

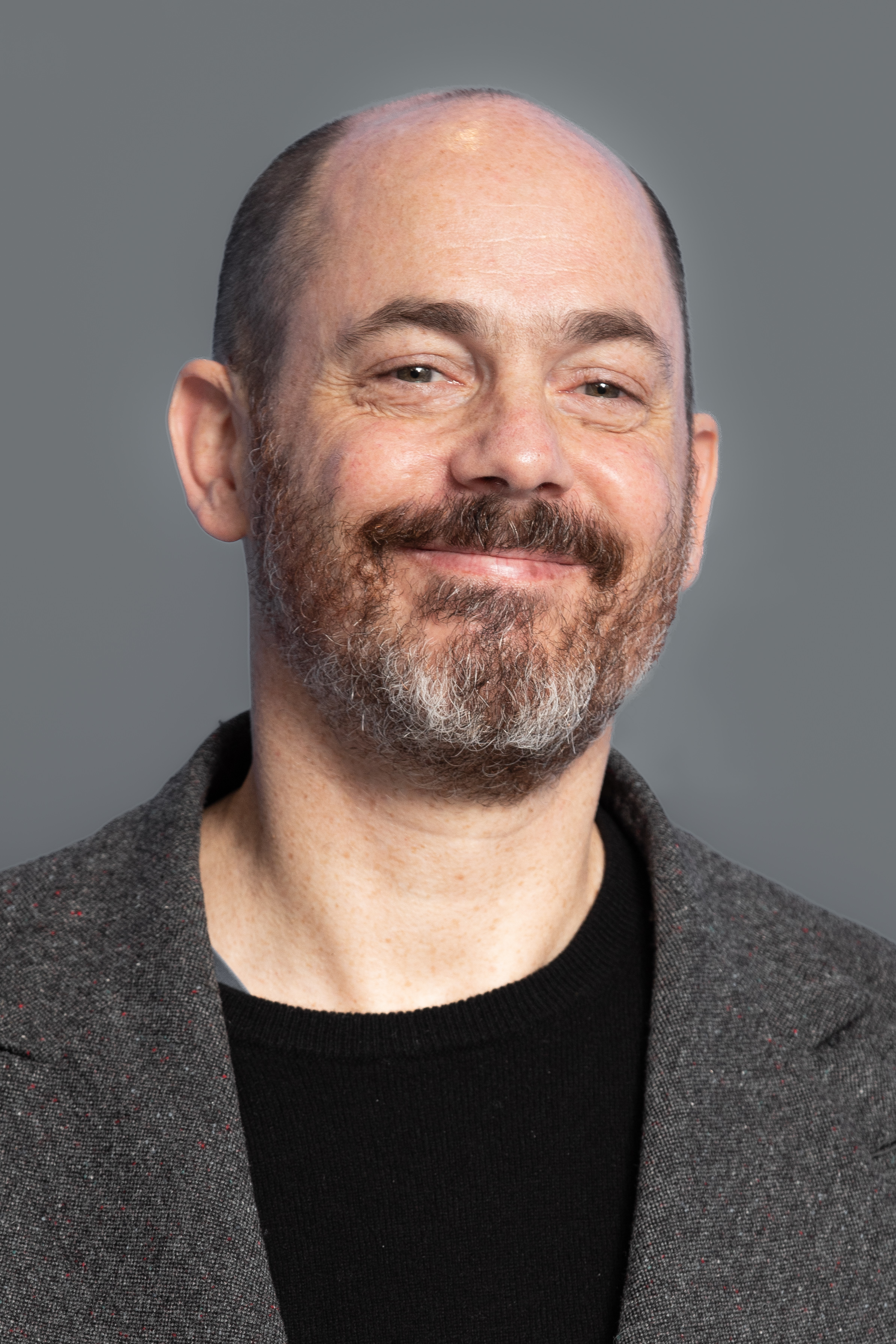
Edward Berger, ganador del Óscar a mejor película internacional por Sin novedad en el frente.

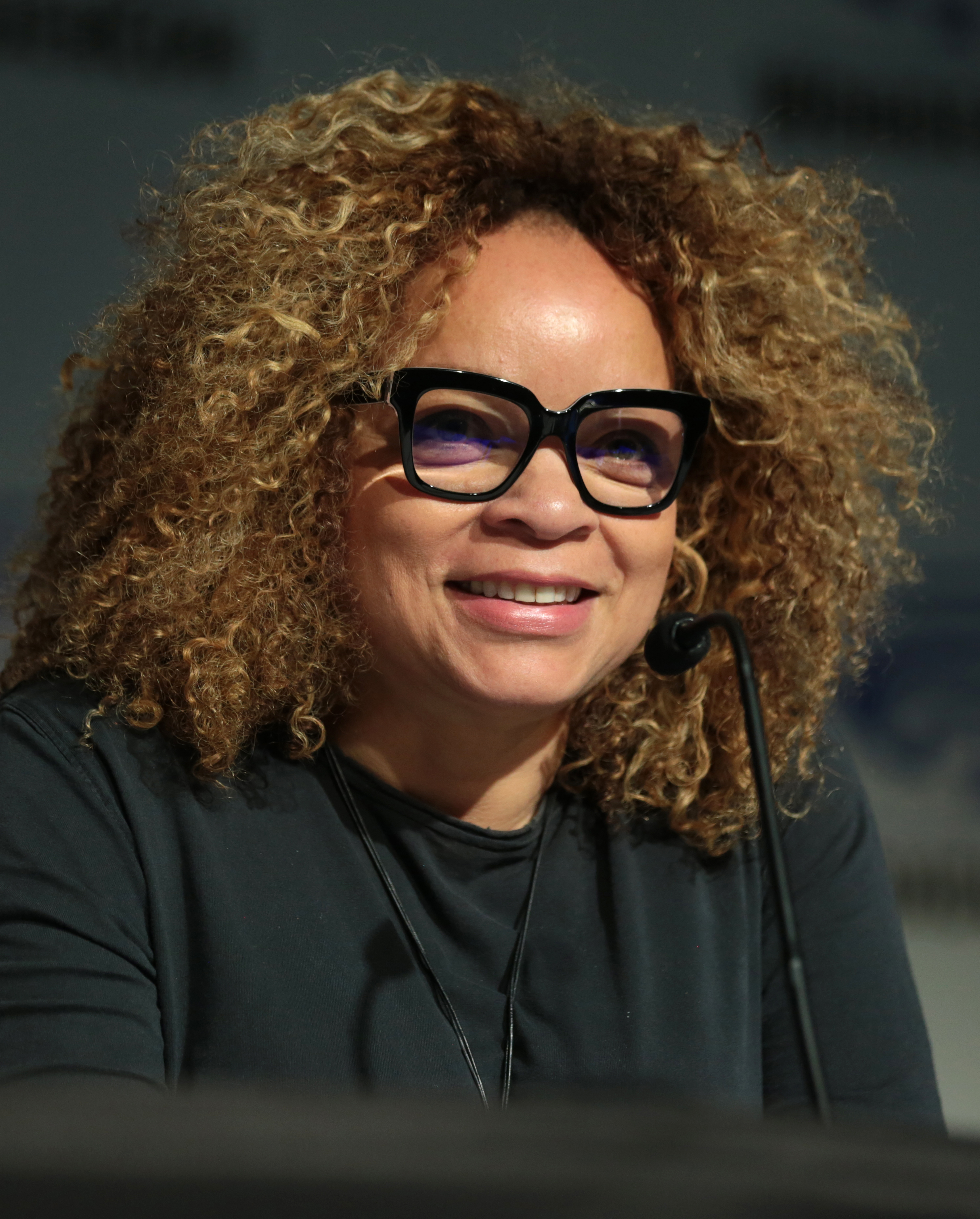
Ruth E. Carter, ganadora del Óscar a mejor diseño de vestuario por Black Panther: Wakanda Forever.

Indica el ganador dentro de cada categoría, mostrado al principio y resaltado en negritas. A continuación se listan los nominados y ganadores del Óscar:
| Mejor película Presentado por: Harrison Ford - Everything Everywhere All at Once – Daniel Kwan, Daniel Scheinert y Jonathan Wang - Avatar: The Way of Water – James Cameron y Jon Landau - The Banshees of Inisherin – Graham Broadbent, Pete Czernin y Martin McDonagh - Elvis – Baz Luhrmann, Catherine Martin, Gail Berman, Patrick McCormick y Schuyler Weiss - The Fabelmans – Kristie Macosko Krieger, Steven Spielberg y Tony Kushner - Sin novedad en el frente – Malte Grunert - Tár – Todd Field, Alexandra Milchan y Scott Lambert - Top Gun: Maverick – Tom Cruise, Christopher McQuarrie, David Ellison y Jerry Bruckheimer - Triangle of Sadness – Erik Hemmendorff y Philippe Bober - Women Talking – Dede Gardner, Jeremy Kleiner y Frances McDormand | Mejor director Presentado por: Idris Elba y Nicole Kidman - Daniel Kwan y Daniel Scheinert – Everything Everywhere All at Once - Martin McDonagh – The Banshees of Inisherin - Steven Spielberg – The Fabelmans - Todd Field – Tár - Ruben Östlund – Triangle of Sadness |
| Mejor actor Presentado por: Halle Berry y Jessica Chastain - Brendan Fraser – The Whale como Charlie - Austin Butler – Elvis como Elvis Presley - Colin Farrell – The Banshees of Inisherin como Pádraic Súilleabháin - Paul Mescal – Aftersun como Calum Paterson - Bill Nighy – Living como Sr. Williams | Mejor actriz Presentado por: Halle Berry y Jessica Chastain - Michelle Yeoh – Everything Everywhere All at Once como Evelyn Quan Wang - Cate Blanchett – Tár como Linda "Lydia Tár" Tarr - Ana de Armas – Blonde como Marilyn Monroe - Andrea Riseborough – To Leslie como Leslie Rowlands - Michelle Williams – The Fabelmans como Mitzi Schildkraut-Fabelman |
| Mejor actor de reparto Presentado por: Ariana DeBose y Troy Kotsur - Ke Huy Quan – Everything Everywhere All at Once como Waymond Wang - Brendan Gleeson – The Banshees of Inisherin como Colm Doherty - Brian Tyree Henry – Causeway como James Aucoin - Judd Hirsch – The Fabelmans como Boris Schildkraut - Barry Keoghan – The Banshees of Inisherin como Dominic Kearney | Mejor actriz de reparto Presentado por: Ariana DeBose y Troy Kotsur - Jamie Lee Curtis – Everything Everywhere All at Once como Deirdre Beaubeirdre - Angela Bassett – Black Panther: Wakanda Forever como Ramonda - Hong Chau – The Whale como Liz - Kerry Condon – The Banshees of Inisherin como Siobhán Súilleabháin - Stephanie Hsu – Everything Everywhere All at Once como Joy Wang |
| Mejor guion original Presentado por: Andrew Garfield y Florence Pugh - Everything Everywhere All at Once – Daniel Kwan y Daniel Scheinert - The Banshees of Inisherin – Martin McDonagh - The Fabelmans – Steven Spielberg y Tony Kushner - Tár – Todd Field - Triangle of Sadness – Ruben Östlund | Mejor guion adaptado Presentado por: Andrew Garfield y Florence Pugh - Women Talking – Sarah Polley; basado en la novela homónima escrita por Miriam Toews en 2018 - Glass Onion: A Knives Out Mystery – Rian Johnson; basado en la película Knives Out de 2019 - Living – Kazuo Ishiguro; basado en la película japonesa de 1952 Vivir (Ikiru) dirigida por Akira Kurosawa, que a su vez se inspiró en la novela rusa La muerte de Iván Ilich escrita por León Tolstoi en 1886 - Sin novedad en el frente – Edward Berger, Lesley Paterson e Ian Stokell; basado en la novela homónima escrita por Erich Maria Remarque en 1929 - Top Gun: Maverick – Guion de Ehren Kruger, Eric Warren Singer y Christopher McQuarrie; Historia de Peter Craig y Justin Marksba; basado en la película Top Gun de 1986 |
| Mejor película animada Presentado por: Emily Blunt y Dwayne Johnson - Pinocho de Guillermo del Toro – Guillermo del Toro, Mark Gustafson, Gary Ungar y Alex Bulkley - Marcel the Shell with Shoes On – Dean Fleischer Camp, Elisabeth Holm, Andrew Goldman, Caroline Kaplan y Paul Mezey - Puss in Boots: The Last Wish – Joel Crawford y Mark Swift - The Sea Beast – Chris Williams y Jed Schlanger - Turning Red – Domee Shi y Lindsey Collins | Mejor película internacional Presentado por: Antonio Banderas y Salma Hayek - Sin novedad en el frente (Alemania) – Edward Berger - Argentina, 1985 (Argentina) – Santiago Mitre - Close (Bélgica) – Lukas Dhont - EO (Polonia) – Jerzy Skolimowski - The Quiet Girl (Irlanda) – Colm Bairéad |
| Mejor largometraje documental Presentado por: Riz Ahmed y Questlove - Navalny – Daniel Roher, Odessa Rae, Diane Becker, Melanie Miller y Shane Boris - All That Breathes – Shaunak Sen, Aman Mann y Teddy Leifer - All The Beauty and the Bloodshed – Laura Poitras, Howard Gertler, John Lyons, Nan Goldin y Yoni Golijov - Fire of Love – Sara Dosa, Shane Boris y Ina Fichman - A House Made of Splinters – Simon Lereng Wilmont y Monica Hellström | Mejor cortometraje documental Presentado por: Elizabeth Olsen y Pedro Pascal - The Elephant Whispers – Kartiki Gonsalves y Guneet Monga - Haulout – Evgenia Arbugaeva y Maxim Arbugaev - How Do You Measure a Year? – Jay Rosenblatt - The Martha Mitchell Effect – Anne Alvergue y Beth Levison - Stranger at the Gate – Joshua Seftel y Conall Jones |
| Mejor cortometraje Presentado por: Riz Ahmed y Questlove - An Irish Goodbye – Tom Berkeley y Ross White - Ivalu – Anders Walter y Rebecca Pruzan - Le Pupille – Alice Rohrwacher y Alfonso Cuarón - Night Ride – Eirik Tveiten y Gaute Lid Larssen - The Red Suitcase – Cyrus Neshvad | Mejor cortometraje animado Presentado por: Elizabeth Olsen y Pedro Pascal - The Boy, The Mole, The Fox and The Horse – Charlie Mackesy y Matthew Freud - The Flying Sailor – Amanda Forbis y Wendy Tilby - Ice Merchants – João Gonzalez y Bruno Caetano - My Year of Dicks – Sara Gunnarsdóttir y Pamela Ribon - An Ostrich Told Me the World is Fake and I Think I Believe it – Lachlan Pendragon |
| Mejor banda sonora original Presentado por: John Cho y Mindy Kaling - Sin novedad en el frente – Volker Bertelmann - Babylon – Justin Hurwitz - The Banshees of Inisherin – Carter Burwell - Everything Everywhere All at Once – Son Lux - The Fabelmans – John Williams | Mejor canción original Presentado por: Kate Hudson y Janelle Monáe - "Naatu Naatu" de RRR – Letra: Chandrabose; Música: M.M. Keeravaani - "Applause" de Tell It Like a Woman – Letra y música: Diane Warren - "Hold My Hand" de Top Gun: Maverick – Letra y música: Lady Gaga y BloodPop - "Lift Me Up" de Black Panther: Wakanda Forever – Letra: Tems y Ryan Cooglery; Música: Tems, Rihanna, Ryan Coogler y Ludwig Göransson - "This Is A Life" de Everything Everywhere All at Once – Letra: Ryan Lott y David Byrne; Música: Ryan Lott, David Byrne y Mitski |
| Mejor sonido Presentado por: Kate Hudson y Janelle Monáe - Top Gun: Maverick – Mark Weingarten, James H. Mather, Al Nelson, Chris Burdon y Mark Taylor - Avatar: The Way of Water – Julian Howarth, Gwendolyn Yates Whittle, Dick Bernstein, Christopher Boyes, Gary Summers y Michael Hedges - The Batman – Stuart Wilson, William Files, Douglas Murray y Andy Nelson - Elvis – David Lee, Wayne Pashley, Andy Nelson y Michael Keller - Sin novedad en el frente – Viktor Prášil, Frank Kruse, Markus Stemler, Lars Ginzel y Stefan Korte | Mejor fotografía Presentado por: Michael B. Jordan y Jonathan Majors - Sin novedad en el frente – James Friend - Bardo, falsa crónica de unas cuantas verdades – Darius Khondji - Elvis – Mandy Walker - Empire of Light – Roger Deakins - Tár – Florian Hoffmeister |
| Mejor diseño de producción Presentado por: Hugh Grant y Andie MacDowell - Sin novedad en el frente – Diseño de Producción: Christian M. Goldbeck; Decorados: Ernestine Hipper - Avatar: The Way of Water – Diseño de Producción: Dylan Cole y Ben Procter; Decorados: Vanessa Cole - Babylon – Diseño de Producción: Florencia Martin; Decorados: Anthony Carlino - Elvis – Diseño de Producción: Catherine Martin y Karen Murphy; Decorados: Bev Dunn - The Fabelmans – Diseño de Producción: Rick Carter; Decorados: Karen O'Hara | Mejor montaje Presentado por: Sigourney Weaver y Zoe Saldaña - Everything Everywhere All at Once – Paul Rogers - The Banshees of Inisherin – Mikkel E.G. Nielsen - Elvis – Matt Villa y Jonathan Redmond - Tár – Monika Willi - Top Gun: Maverick – Eddie Hamilton |
| Mejor diseño de vestuario Presentado por: Paul Dano y Julia Louis-Dreyfus - Black Panther: Wakanda Forever – Ruth E. Carter - Babylon – Mary Zophres - Elvis – Catherine Martin - Everything Everywhere All at Once – Shirley Kurata - Mrs. Harris Goes to Paris – Jenny Beavan | Mejor maquillaje y peluquería Presentado por: Jennifer Connelly y Samuel L. Jackson - The Whale – Adrien Morot, Judy Chin y Anne Marie Bradley - The Batman – Naomi Donne, Mike Marino y Mike Fontaine - Black Panther: Wakanda Forever – Camille Friend y Joel Harlow - Elvis – Mark Coulier, Jason Baird y Aldo Signoretti - Sin novedad en el frente – Heike Merker y Linda Eisenhamerová |
| Mejores efectos visuales Presentado por: Elizabeth Banks - Avatar: The Way of Water – Joe Letteri, Richard Baneham, Eric Saindon y Daniel Barrett - The Batman – Dan Lemmon, Russell Earl, Anders Langlands y Dominic Tuohy - Black Panther: Wakanda Forever – Geoffrey Baumann, Craig Hammack, R. Christopher White y Dan Sudick - Sin novedad en el frente – Frank Petzold, Viktor Müller, Markus Frank y Kamil Jafar - Top Gun: Maverick – Ryan Tudhope, Seth Hill, Bryan Litson y Scott R. Fisher | |

#### Películas con múltiples nominaciones
| Película                          | Nominaciones | Premios |
| --------------------------------- | ------------ | ------- |
| Everything Everywhere All at Once | 11           | 7       |
| Sin novedad en el frente          | 9            | 4       |
| The Banshees of Inisherin         | 9            | 0       |
| Elvis                             | 8            | 0       |
| The Fabelmans                     | 7            | 0       |
| Top Gun: Maverick                 | 6            | 1       |
| Tár                               | 6            | 0       |
| Black Panther: Wakanda Forever    | 5            | 1       |
| Avatar: The Way of Water          | 4            | 1       |
| The Whale                         | 3            | 2       |
| Babylon                           | 3            | 0       |
| The Batman                        | 3            | 0       |
| Triangle of Sadness               | 3            | 0       |
| Women Talking                     | 2            | 1       |
| Living                            | 2            | 0       |

#### Películas con múltiples premios
| Película                          | Premios |
| --------------------------------- | ------- |
| Everything Everywhere All at Once | 7       |
| Sin novedad en el frente          | 4       |
| The Whale                         | 2       |

### Premios de los Gobernadores
El 21 de junio de 2022, la Academia anunció a los ganadores de la 13.ª ceremonia anual de los Premios de los Gobernadores, la cual se llevó a cabo el 19 de noviembre de 2022. Los siguientes premios fueron entregados:

#### Óscar Honorífico
- Euzhan Palcy
- Diane Warren
- Peter Weir

#### Premio Humanitario Jean Hersholt
- Michael J. Fox

## Presentadores y actuaciones

### Presentadores
| Nombre                              | Categoría presentada                                                                       |
| ----------------------------------- | ------------------------------------------------------------------------------------------ |
| Jimmy Kimmel                        | Anfitrión de la 95.ª edición de los Premios Óscar                                          |
| Emily Blunt Dwayne Johnson          | Presentadores del premio a la mejor película animada                                       |
| Ariana DeBose Troy Kotsur           | Presentadores de los premios al mejor actor de reparto y a la mejor actriz de reparto      |
| Cara Delevingne                     | Introduciendo la presentación de "Applause"                                                |
| Riz Ahmed Questlove                 | Presentadores de los premios al mejor largometraje documental y al mejor cortometraje      |
| Halle Bailey Melissa McCarthy       | Presentando adelanto de La Sirenita                                                        |
| Michael B. Jordan Jonathan Majors   | Presentadores del premio a la mejor fotografía                                             |
| Donnie Yen                          | Introduciendo la presentación de "This Is a Life"                                          |
| Jennifer Connelly Samuel L. Jackson | Presentadores del premio al mejor maquillaje y peluquería                                  |
| Morgan Freeman Margot Robbie        | Presentadores de los 100 años de Warner Bros                                               |
| Paul Dano Julia Louis-Dreyfus       | Presentadores del premio al mejor diseño de vestuario                                      |
| Deepika Padukone                    | Introduciendo la presentación de "Naatu Naatu"                                             |
| Eva Longoria Janet Yang             | Presentación del Museo de la Academia de Artes                                             |
| Antonio Banderas Salma Hayek        | Presentadores del premio a la mejor película internacional                                 |
| Elizabeth Olsen Pedro Pascal        | Presentadores de los premios al mejor cortometraje documental y mejor cortometraje animado |
| Lady Gaga                           | Introduciendo la presentación de "Hold My Hand"                                            |
| Hugh Grant Andie MacDowell          | Presentadores del premio al mejor diseño de producción                                     |
| John Cho Mindy Kaling               | Presentadores del premio a la mejor banda sonora original                                  |
| Elizabeth Banks                     | Presentadora del premio a los mejores efectos visuales                                     |
| Danai Gurira                        | Introduciendo la presentación de "Lift Me Up"                                              |
| Andrew Garfield Florence Pugh       | Presentadores de los premios al mejor guion original y al mejor guion adaptado             |
| Kate Hudson Janelle Monáe           | Presentadoras de los premios al mejor sonido y a la mejor canción original                 |
| John Travolta                       | Presentador del segmento In Memoriam                                                       |
| Sigourney Weaver Zoe Saldaña        | Presentadoras del premio al mejor montaje                                                  |
| Nicole Kidman Idris Elba            | Presentadores del premio al mejor director                                                 |
| Halle Berry Jessica Chastain        | Presentadoras de los premios al mejor actor y a la mejor actriz                            |
| Harrison Ford                       | Presentador del premio a la mejor película                                                 |

### Actuaciones
| Nombre                            | Rol              | Acto                                                      |
| --------------------------------- | ---------------- | --------------------------------------------------------- |
| Rickey Minor                      | Director musical | Orquesta                                                  |
| Sofia Carson Diana Warren         | Intérpretes      | "Applause" de Tell It Like a Woman                        |
| David Byrne Stephanie Hsu Son Lux | Intérpretes      | "This Is A Life" de Everything Everywhere All at Once     |
| Kaala Bhairava Rahul Sipligunj    | Intérpretes      | "Naatu Naatu" de RRR                                      |
| Lady Gaga                         | Intérprete       | "Hold My Hand" de Top Gun: Maverick                       |
| Rihanna                           | Intérprete       | "Lift Me Up" de Black Panther: Wakanda Forever            |
| Lenny Kravitz                     | Intérprete       | "Calling All Angels" durante el tributo anual In Memoriam |

## Información de la ceremonia

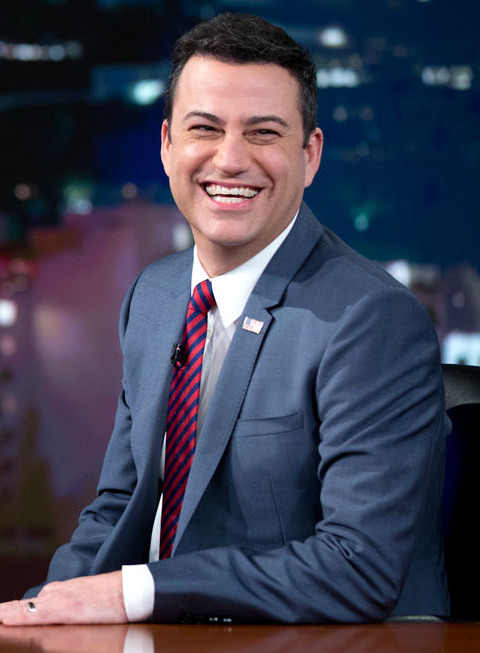
Jimmy Kimmel, anfitrión de la 95.ª edición de los Premios Óscar.

En mayo de 2022, la AMPAS (Academy of Motion Picture Arts and Sciences) anunció que las películas estrenadas únicamente en streaming no serían consideradas elegibles, como se había hecho las dos últimas ediciones anteriores debido a la pandemia de COVID-19 y al cierre de las salas de cine. Las películas que califiquen pueden estrenarse simultáneamente en cines y servicios digitales, con una presentación en salas de mínimo siete días consecutivos y tener al menos una proyección diaria en una de las seis principales áreas metropolitanas aprobadas: Los Ángeles, Nueva York, Chicago, Miami, Atlanta y el área de la Bahía de San Francisco.
En agosto de 2022, el director ejecutivo de la Academia, Bill Kramer, confirmó que esta edición de los Óscar tendrá un anfitrión. Chris Rock, quien fue agredido por Will Smith en la edición anterior de la ceremonia, declinó la invitación de la Academia para albergar esta edición de los Óscar, señalando que volver a los Óscar sería como "volver a la escena de un crimen".
En septiembre de 2022, Glenn Weiss y Ricky Kirshner fueron seleccionados como los productores de los Óscar 2023, con Weiss también dirigiendo esta edición de los Óscar, algo que ha hecho en los últimos siete años de la ceremonia, a pesar de ser solo su segunda vez acreditado como productor. Otros miembros del equipo de dirección, producción y asistencia también fueron nombrados.
El 7 de noviembre de 2022, el comediante Jimmy Kimmel fue anunciado como el anfitrión de la 95.ª edición de los Premios Óscar, siendo la tercera ocasión en la que Kimmel conduzca la ceremonia, pues habría dirigido la edición 89.ª y 90.ª respectivamente.
El 29 de noviembre, el director ejecutivo de la Academia, Bill Kramer, anunció que todas las categorías serían incluidas en la transmisión en vivo, la noticia llegaría después de que ocho categorías diferentes de los Óscar (Banda sonora, maquillaje y peluquería, cortometraje documental, edición, diseño de producción, cortometraje animado, cortometraje de acción en vivo y sonido) fueran eliminadas de la transmisión principal de los 94.ª edición de los Premios Óscar, lo que provocó mucha indignación en toda la industria del cine.
El 11 de febrero de 2023, se anunció la mayor parte del equipo de producción, con Rob Paine como coproductor ejecutivo, Sarah Levine Hall, Raj Kapoor, Erin Irwin y Jennifer Sharron uniéndose como productores, Rickey Minor regresando como director musical desde la 92.ª edición de los Premios Óscar, Taryn Hurd como productora de talento, Dave Boone, Nefetari Spencer y Agathe Panaretos como guionistas, y Robert Dickinson regresando como diseñador de iluminación.

### Controversia por la nominación de Andrea Riseborough
La nominación de Andrea Riseborough a Mejor actriz por su interpretación en la película To Leslie provocó la ira de críticos y expertos, ya que Momentum Pictures, el distribuidor de la película, no financió una campaña de premios convencional impulsada por publicidad para la película; en cambio, el director Michael Morris y su esposa, la actriz Mary McCormack, organizaron una "campaña respaldada por celebridades" para que Riseborough fuera nominada al premio Óscar a la Mejor actriz. Se pusieron en contacto con amigos y colegas en la industria del entretenimiento, pidiéndoles que vieran la película y la compartieran con otros si la disfrutaban. Entre los que presionaron por la actuación de Riseborough estaban Kate Winslet, Amy Adams, Edward Norton, Melanie Lynskey, Gwyneth Paltrow, Jane Fonda, Jennifer Aniston y la también nominada Cate Blanchett. Morris y Riseborough también contrataron publicistas para coordinar los esfuerzos. Si bien hasta ahora no se la había visto ni considerado como un contendiente serio a los premios, la campaña elevó con éxito el perfil de la película cuando docenas de celebridades la elogiaron públicamente en las redes sociales; algunos también organizaron proyecciones durante la votación para las nominaciones al Premio Óscar en enero de 2023. Riseborough fue nominada para el premio el 24 de enero, siendo nombrada por Los Angeles Times como "una de las nominaciones más impactantes en la historia de los Óscar".
Después de que se anunció la nominación, hubo especulaciones dentro de los medios y la industria cinematográfica de que las tácticas pueden haber violado una regla de la Academia de Artes y Ciencias Cinematográficas contra el cabildeo directo de los votantes. Las reglas de la academia prohíben que las personas den "su firma personal, saludos personales o ruegos para ver la película" en comunicaciones relacionadas con la campaña. Una publicación en la cuenta de Instagram de la película también fue objeto de críticas, por posiblemente violar una regla de la Academia contra "[señalar] a 'la competencia' por su nombre"; la publicación incluía una cita del crítico de cine Richard Roeper, quien elogió la actuación de Riseborough como mejor que la de Blanchett en Tár. El 27 de enero, la Academia anunció que estaban "realizando una revisión de los procedimientos de campaña en torno a los nominados de este año, para asegurarse de que no se violaron las pautas y para informarnos si es posible que se necesiten cambios en las pautas en una nueva era de las redes sociales y la comunicación digital".
La Academia ocasionalmente rescinde las nominaciones si se descubre que el candidato participó en una campaña no autorizada. Sin embargo, no hubo informes de que Riseborough lo hubiera hecho o de que algún miembro de la Academia hubiera presentado quejas formales sobre el comportamiento de la campaña; en consecuencia, Clayton Davis de Variety y Pete Hammond de Deadline Hollywood predijeron que la nominación no se vería afectada. El 31 de enero, la Academia concluyó su revisión comprometiéndose a abordar las "tácticas de campañas de divulgación y redes sociales" que, según dijeron, causaron "preocupación", pero confirmó que se mantendría la nominación de Riseborough.

## Hitos y hechos históricos en esta edición
- Con los triunfos de Michelle Yeoh en la categoría de mejor actriz, y Ke Huy Quan y Jamie Lee Curtis como mejores actores de reparto, marca la tercera película, y la primera en 50 años, que se lleva tres premios en categorías interpretativas.

- En esta entrega el premio a mejor canción original, lo ganó Naatu Naatu siendo la primera vez en haber representación de la india en esta categoría y después de 14 años de nominaciones en lengua inglesa.

- El cambio de la alfombra roja. Para la entrega número 95 de los premios oscars se opto por una alfombra color chámpagne, siendo desde 1961 el acuerdo del color rojo en la alfombra.

## OscarsShortlists
El 21 de diciembre de 2022, se anunciaron las shortlists (votación preliminar) pertenecientes a diez categorías generales.
- Los títulos resaltados con un ‡ y en negrilla fueron confirmados en el selecto grupo de cinco nominados.

#### Mejor Largometraje Documental
Las películas, listadas en orden alfabético por título, son:
- All That Breathes ‡
- All the Beauty and the Bloodshed ‡
- Bad Axe
- Children of the Mist
- Descendant
- Fire of Love ‡
- Hallelujah: Leonard Cohen, un viaje, una canción
- Hidden Letters
- A House Made of Splinters ‡
- The Janes
- Last Flight Home
- Moonage Daydream
- Navalny ‡
- Retrograde
- The Territory

#### Mejor Cortometraje Documental
Las películas, listadas en orden alfabético por título, son:
- American Justice on Trial: People v. Newton
- Anastasia
- Angola Do You Hear Us? Voices from a Plantation Prison
- As Far as They Can Run
- The Elephant Whisperers ‡
- The Flagmakers
- Happiness Is £4 Million
- Haulout ‡
- Holding Moses
- How Do You Measure a Year? ‡
- The Martha Mitchell Effect ‡
- Nuisance Bear
- Shut Up and Paint
- Stranger at the Gate ‡
- 38 at the Garden

#### Mejor Película Internacional
Las películas, listadas en orden alfabético por título, son:
- Alemania, Sin novedad en el frente ‡
- Austria, Corsage
- Argentina, Argentina, 1985 ‡
- Bélgica, Close ‡
- Camboya, Return to Seoul
- Corea del Sur, Decision to Leave
- Dinamarca, Holy Spider
- Francia, Saint Omer
- India, Last Film Show
- Irlanda, The Quiet Girl ‡
- Marruecos, The Blue Caftan
- México, Bardo, falsa crónica de unas cuantas verdades
- Pakistán, Joyland
- Polonia, EO ‡
- Suecia, Cairo Conspiracy

#### Mejor Maquillaje y Peluquería
Las películas, listadas en orden alfabético por título, son:
- Sin novedad en el frente ‡
- Amsterdam
- Babylon
- The Batman ‡
- Black Panther: Wakanda Forever ‡
- Blonde
- Crimes of the Future
- Elvis ‡
- Emancipation
- The Whale ‡

#### Mejor Banda Sonora
Las partituras, listadas en orden alfabético por título, son:
- Sin novedad en el frente ‡
- Avatar: The Way of Water
- Babylon ‡
- The Banshees of Inisherin ‡
- Black Panther: Wakanda Forever
- Devotion
- Don't Worry Darling
- Everything Everywhere All at Once ‡
- The Fabelmans ‡
- Glass Onion: A Knives Out Mystery
- Nope
- Pinocho de Guillermo del Toro
- She Said
- The Woman King
- Women Talking

#### Mejor Canción Original
Las canciones, listadas en orden alfabético por título, son:
- "Time" de Amsterdam
- "Nothing Is Lost (You Give Me Strength)" de Avatar: The Way of Water
- "Lift Me Up" de Black Panther: Wakanda Forever ‡
- "This Is A Life" de Everything Everywhere All at Once ‡
- "Til You’re Home" de A Man Called Otto
- "Ciao Papa" de Pinocho de Guillermo del Toro
- "Naatu Naatu" de RRR ‡
- "My Mind & Me" de Selena Gomez: My Mind & Me
- "Good Afternoon" de Spirited
- "Applause" de Tell It like a Woman ‡
- "Stand Up" de Till
- "Hold My Hand" de Top Gun: Maverick ‡
- "Dust & Ash" de The Voice of Dust and Ash
- "Carolina" de Where the Crawdads Sing
- "New Body Rhumba" de White Noise

#### Mejor Cortometraje de Animación
Las películas, listadas en orden alfabético por título, son:
- Black Slide
- The Boy, the Mole, the Fox and the Horse ‡
- The Debutante
- The Flying Sailor ‡
- The Garbage Man
- Ice Merchants ‡
- It’s Nice in Here
- More than I Want to Remember
- My Year of Dicks ‡
- New Moon
- An Ostrich Told Me the World Is Fake and I Think I Believe It ‡
- Passenger
- Save Ralph
- Sierra
- Steakhouse

#### Mejor Cortometraje de Acción en Vivo
Las películas, listadas en orden alfabético por título, son:
- All in Favor
- Almost Home
- An Irish Goodbye ‡
- Ivalu ‡
- Le Pupille ‡
- The Lone Wolf
- Nakam
- Night Ride ‡
- Plastic Killer
- The Red Suitcase ‡
- The Right Words
- Sideral
- The Treatment
- Tula
- Warsha

#### Mejor Sonido
Las películas, listadas en orden alfabético por título, son:
- Sin novedad en el frente ‡
- Avatar: The Way of Water ‡
- Babylon
- The Batman ‡
- Black Panther: Wakanda Forever
- Elvis ‡
- Everything Everywhere All at Once
- Moonage Daydream
- Pinocho de Guillermo del Toro
- Top Gun: Maverick ‡

#### Mejores Efectos Visuales
Las películas, listadas en orden alfabético por título, son:
- Sin novedad en el frente ‡
- Avatar: The Way of Water ‡
- The Batman ‡
- Black Panther: Wakanda Forever ‡
- Doctor Strange in the Multiverse of Madness
- Fantastic Beasts: The Secrets of Dumbledore
- Jurassic World Dominion
- Nope
- Thirteen Lives
- Top Gun: Maverick ‡